# 加拿大就业及社会发展部

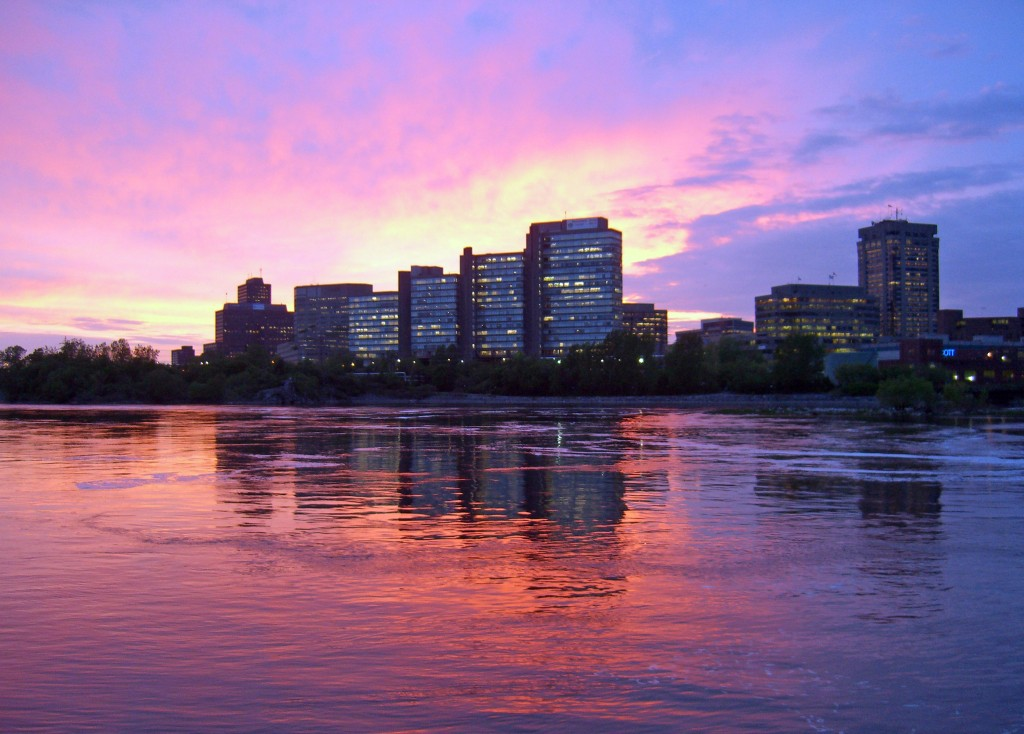
就业和社会发展部总部大楼

加拿大就业和社会发展部（英語：Human Resources and Skills Development Canada），是加拿大聯邦政府負責發展、管理、執行方案與服務，提供加拿大民眾收入津貼、技能發展機會、勞動市場與其他資訊、經濟社會發展的行政部门。

## 歷史
2003年12月，人力資源發展部（Human Resources Development Canada）分成人力資源与技能發展部、社會發展部兩部門。雖然雙方持續享有許多共通的服務與活動，但人力資源及技能發展部專注在勞動力方面，而社會發展部則專注在兒童、家庭與老年人的社會支持計畫。2005年7月，《人力資源及技能發展部法》與《社會發展部法》頒布。
2006年2月史蒂芬·哈珀政府上任，宣布將重組兩部門，组建人力資源及社會發展部（Human Resources and Social Development）。社會發展部之前所扮演的角色表現在稱呼上，人力資源与技能發展部長被稱為「人力資源及社會發展部長」，而人力資源与技能發展部也稱為「人力資源与社會發展部」。该名稱在2008年年底廢除。
部會所提通的方案與服務影響了數百萬加拿大民眾的生活。包括了議會立法通過的津貼，像是老年保障金（Old Age Security）與加拿大退休金計劃（Canada Pension Plan）。透過就業保險，加拿大失業人口可獲得暫時性收入津貼以及使用就業方案與服務，幫助他們準備、尋找和維持就業。人力資源及技能發展部藉由鼓勵加拿大工作場所的技能發展、勞動市場的資訊發展與傳播，幫助加拿大企業與勞工之間的相互連結。該部會也促進利用後期中等教育（Post-secondary education）與成人學習的機會。人力資源及技能發展部的社會政策與方案協助確保兒童與家庭、老年人、身心障礙人士、無家可歸或有可能流浪的人士、以及其他面臨障礙的人士獲得改善他們福利所需的協助和資訊。人力資源及技能發展部透過加拿大服務局（Service Canada），在全國600個據點提供政府服務與資訊的單一窗口。

## 机构设置
加拿大就业和社会发展部设置下列机构：
- 加拿大服务局
  - 加拿大青年服务中心（英语：Service Canada Centres for Youth）
- 加拿大学生贷款计划（英语：Student loans in Canada）
- 加拿大就业保险委员会
- 加拿大退休金计划投资委员会
- 全国老龄委员会
- 季节性农业工人计划（英语：Seasonal Agricultural Workers Program）
- 联邦仲裁与调解局（英语：Federal Mediation and Conciliation Service (Canada)）
- 加拿大住房抵押贷款公司（英语：Canada Mortgage and Housing Corporation）
- 加拿大劳资关系委员会

## 外部連結
- 加拿大人力資源及技能發展部（页面存档备份，存于）
- 加拿大服務局（页面存档备份，存于）